# Carte du Ciel
A Carte du Ciel (literalmente, "Mapa do Céu") e o Astrographic Catalogue (ou "Catálogo astrográfico") foram dois componentes distintos, mas interligados de um projeto astronômico internacional maciço, iniciada no final do século 19, para catalogar e mapear as posições das milhões de estrelas na esfera celeste, a uma magnitude aparente de cerca de 11 ou 12. Vinte observatórios de todo o mundo participaram de exposição e com mais de 22 000 chapas (vidro) fotográficas em um grande programa de observação que se estendeu ao longo de várias décadas. Apesar disso, ou por causa de sua vasta escala, o projeto foi sempre apenas parcialmente bem sucedido - o componente Carte du Ciel nunca foi concluído, e durante quase meio século parte do Catálogo astrográficos foi largamente ignorado. No entanto, o aparecimento do Catálogo Hipparcos em 1997 levou a um desenvolvimento importante na utilização deste material histórico.
O projeto começou em 1887 sob a liderança do Observatório de Paris, então liderado por Ernest Mouchez, que foi um dos primeiros a perceber o potencial de novas técnicas fotográficas na área de mapeamento das estrelas (a astrofotografia).